# Miltinho (MPB4)
Milton Lima dos Santos Filho, conhecido como Miltinho (Campos dos Goytacazes, 18 de outubro de 1943), é um músico brasileiro, um dos integrantes do grupo MPB4 desde seu início, em 1964. Trabalha como quarta voz, compositor, arranjador vocal e atualmente é o empresário do grupo.
Largou o 3º ano de Engenharia para dedicar-se à música. Sua mãe era professora de piano e seu primeiro instrumento musical foi a gaita de boca. Em seguida, aprendeu violão clássico com o concertista Jodacil Damasceno.
Lançou dois discos solo: New malemolência - Miltinho (vinil, 1986) e Enigma - Miltinho (CD e vinil, 1992) 

## Composições de destaque
- Amar de novo (com Magro)
- Angélica (com Chico Buarque)
- Anjo sereia (com Alceu Valença)
- Assim seja, amém (com Gonzaguinha)
- Canto dos homens (com Paulo César Pinheiro)
- Cavalo de batalha (com Zé Renato e Paulo César Pinheiro)
- Cicatrizes (com Paulo César Pinheiro)
- Jogo cruel (com Ivan Lins)
- Enigma (com Magro)
- Mel silvestre (com Zé Renato e Magro)
- De palavra em palavra (com Maurício Tapajós e Paulo César Pinheiro)
- Nosso mal (com Maurício Tapajós)